# Bharse
Bharse (nep. भर्से) – gaun wikas samiti w zachodniej części Nepalu w strefie Lumbini w dystrykcie Gulmi. Według nepalskiego spisu powszechnego z 2001 roku liczył on 481 gospodarstw domowych i 2174 mieszkańców (1302 kobiet i 872 mężczyzn).